# Loona (piosenkarka)
Loona, właśc. Marie-Jose van der Kolk (ur. 16 września 1974 w IJmuiden) – holenderska piosenkarka śpiewająca po hiszpańsku, francusku, niemiecku i angielsku.

## Życiorys

### Kariera muzyczna
Rozpoczęła karierę muzyczną w 1991, kiedy to nawiązała współpracę z DJ Sammym. Poznali się w Zorba’s Club w El Arenal Mallorca, a rok później pracowali razem w klubie Joy Palace w El Arenal, gdzie van der Kolk była tancerką, a Sammy – DJ-em. Piosenkarka przybrała wówczas pseudonim Carisma i użyczała swojego głosu podczas DJ-skich setów Sammy’ego. W 1995 wydali pierwszy wspólny singiel, „Life is Just a Game”, w 1996 – „You Are My Angel”, w 1997 – „Prince of Love” i „Golden Child”, a w 1998 – „Magic Moment”. Wszystkie utwory znalazły się na debiutanckiej płycie studyjnej Sammy’ego pt. Life Is Just a Game, która dotarła do 62. miejsca niemieckiej listy najczęściej kupowanych albumów. 
Latem 1998 rozpoczęła pracę nad projektem o nazwie Loona, w którym producentem został DJ Sammy. Pierwszym singlem promującym projekt był utwór „Bailando”, cover piosenki z repertuaru Paradisio. Singiel stał się przebojem lata 1998 w Niemczech i zdobył nagrodę muzyczną „Echo” za wygraną w kategorii „Najlepszy międzynarodowy singiel dance”. Jesienią Loona wydała singiel „Hijo de la Luna”, będący coverem piosenki hiszpańskiego zespołu Mecano. Podobnie jak pierwszy singiel, piosenka dotarła do pierwszego miejsca krajowej listy przebojów. Oba single zostały sprzedane w wielomilionowym nakładzie oraz uzyskały statusy złotych i platynowych płyt w Niemczech, Austrii i Szwajcarii. Piosenki znalazły się na debiutanckim albumie studyjnym Loony pt. Lunita z 1999. Trzecim singlem z albumu została piosenka „Dónde vas”. 
W 2000 wydała drugą płytę studyjną pt. Entre dos Aguas. Rozszerzona wersja albumu promowana była przez singiel „Mamboleo”, będący coverem piosenki „Mambo” Herberta Grönemeyera. Utwór zapewnił Loonie nagrodę „Echo” za wygraną w kategorii „Najlepszy singiel dance”. Z powodu nieporozumień z Grönemeyerem związanych z prawami autorskimi do piosenki, utwór zniknął z rozgłośni radiowych zaledwie dzień po premierze, zaś wydanie rozszerzone płyty Entre dos Aguas zostało wycofane ze sprzedaży. Pozostałymi singlami z albumu był utwory: „Salvador Dalí” (cover piosenki zespołu Mecano) i „La vida es una flor”. W tym samym roku Loona wydała swoją świąteczną piosenkę „Navidad”, a także pierwszy album kompilacyjny pt. Greatest Hits. Na płycie znalazł się m.in. utwór „Mambo”, zaś wydawnictwo promowane było przez singiel „Latino Lover”, będący hiszpańską wersją piosenki „You’re the Greatest Lover” zespołu Luv’. Utwór dotarł do szóstego miejsca niemieckiej oraz szwajcarskiej listy przebojów. W tym samym roku Loona wystąpiła jako gość specjalny festiwalu w Sopocie, a podczas występu zaprezentowała utwory: „Bailando”, „Latino Lover”, „Donde vas” oraz „Mamboleo”.
W 2001 premierę miały dwa nowe single Loony, „Baila mi ritmo” i „Viva el amor”, który dotarł do pierwszego miejsca listy przebojów w Hiszpanii. Oba single zwiastowały jej nowy album kompilacyjny zatytułowany Baila mi ritmo, na którym znalazły się m.in. wybrane nagrania z poprzednich krążków piosenkarki.
W 2002 wydała swoją trzecią płytę studyjną pt. Colors, która promowana była przez single „Rhythm of the Night” oraz tytułowy „Colors”. W tym samym roku nagrała partie wokalne do utworów: „Sunlight”, „California Dreamin’”, „Beautiful Smile” i „The Boys of Summer”, które znalazły się na nowej płycie DJ-a Sammy’ego pt. Heaven.
W 2004 zaśpiewała gościnnie w kolejnym singlu Sammy’ego, „Rise Again” i wydała solowy singiel „Tears in Heaven”, będący coverem przeboju Erica Claptona. Utwór zapowiadał jej czwartą płytę studyjną pt. Wind of Time, wydaną w 2005 i dedykowaną zmarłej matce artystki. W tym samym roku przerwała działalność muzyczną, skupiając się na przygotowaniach do narodzin dziecka. W 2007 powróciła do działalności muzycznej, wydając trzeci album kompilacyjny pt. Everybody on the Floor, na którym umieściła m.in. singiel „Oye el boom”. W maju 2008 podpisała kontrakt płytowy z wytwórnią Sony BMG/Ariola, pod szyldem której w październiku wydała piąty album studyjny pt. Moonrise, na którym zamieściła m.in. single „Por la noche” i „Salam Aleikoum”.

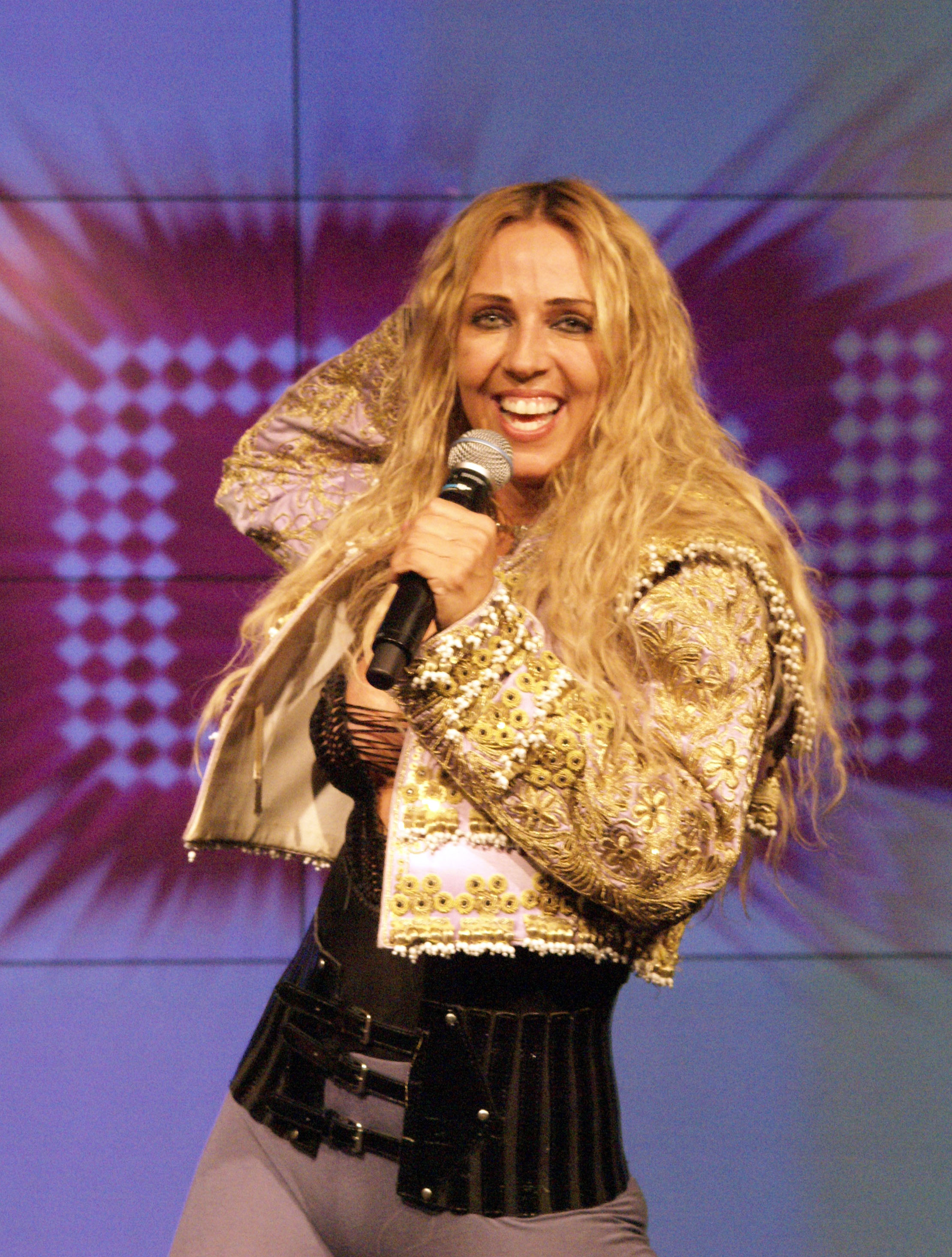
Loona podczas koncertu, 2009

W 2009 wydała singiel „Parapapapapa”, będący coverem utworu duetu Cidinho & Doca, z którym dotarła do 29. miejsca niemieckiej listy przebojów. W 2010 wydała singiel „Vamos a la playa”, będący coverem przeboju zespołu Miranda, z którym dotarła na wiele światowych list przebojów, w tym m.in. na pierwsze miejsce w Haïti, drugie w Belgii, trzecie we Francji oraz piąte w RPA. W lipcu 2011 wydała singiel „El tiburón”, z którym dotarła do 31. miejsca niemieckiej listy przebojów.
W 2012 wydała single: „Rakatakata (Un rayo de sol)” i „Policia”. Piosenki zapowiadały jej szósty album studyjny pt. Rakatakata (Un rayo de sol) z 2013. W tym samym roku zaśpiewała gościnnie w utworze „Tell It To My Heart”, który nagrała w duecie z Cassey Doreen.
W 2014 wydała singiel „Brazil”, będący coverem piosenki „Aquarela do Brasil” z repertuaru Francisco Alvesa. W tym samym roku zaśpiewała gościnnie w remiksie utworu „Rio de Janeiro” duetu Flava & Stevenson, który znalazł się na ich płycie pt. Quantum of Dance. Kilka tygodni później nagrała singiel „Ademloos door de Nacht”, będący niderlandzką wersją językową utworu „Atemlos durch die Nacht” niemieckiej piosenkarki Helene Fischer. Utwór zapowiadał nowy album Loony, który miał zostać wydany pod prawdziwym imieniem i nazwiskiem artystki. 
Latem 2015 wydała singiel „Caliente”.

### Pozostałe przedsięwzięcia
W 2008 została jurorką w siódmej, niemieckiej edycji wersji programu Popstars.
W czerwcu 2012 wzięła udział w sesji zdjęciowej dla niemieckiego wydania magazynu „Playboy”.

### Życie prywatne
W latach 1991–2005 była w związku z DJ-em Sammy’m. Rozwiedli się w 2005, niedługo po narodzinach córki, Saphiry Marii Bahii.
W 2011 media przypisywały jej związek z Giną-Lisą Lohfink, co wzbudziła wiele kontrowersyjnych dyskusji na łamach niemieckiej prasy i telewizji. W 2013 w wywiadzie dla czasopisma „Bild” Loona przyznała, że związek z kobietą był fikcją stworzoną przez agencję PR-ową, a w tamtym czasie tak naprawdę spotykała się z mężczyzną.

## Dyskografia

### Albumy studyjne
- Lunita (1999)
- Entre dos aguas (2000)
- Colors (2002)
- Wind of Time (2005)
- Moonrise (2008)
- Rakatakata (Un rayo de sol) (2013)